# Episodi di Ricercato vivo o morto (prima stagione)
La prima stagione della serie televisiva Ricercato vivo o morto (Wanted: Dead or Alive) è andata in onda negli Stati Uniti dal 6 settembre 1958 al 9 maggio 1959 sulla CBS.
| nº | Titolo originale      | Titolo italiano                  | Prima TV USA      | Prima TV Italia |
| -- | --------------------- | -------------------------------- | ----------------- | --------------- |
| 1  | The Martin Poster     |                                  | 6 settembre 1958  |                 |
| 2  | Fatal Memory          | Il prigioniero di Fort Considine | 13 settembre 1958 |                 |
| 3  | The Bounty            | La taglia                        | 20 settembre 1958 |                 |
| 4  | Dead End              | Vicolo cieco                     | 27 settembre 1958 |                 |
| 5  | Shawnee Bill          | Shawnee Dill                     | 4 ottobre 1958    |                 |
| 6  | The Giveaway Gun      | Caccia inutile                   | 11 ottobre 1958   |                 |
| 7  | Ransom for a Nun      | Riscatto per una suora           | 18 ottobre 1958   |                 |
| 8  | Miracle at Pot Hole   | Miracolo a Pot Hall              | 25 ottobre 1958   |                 |
| 9  | The Fourth Headstone  | La quarta lapide                 | 1º novembre 1958  |                 |
| 10 | Til Death Do Us Part  | Finché morte non ci separi       | 8 novembre 1958   |                 |
| 11 | The Favor             | Il favore                        | 15 novembre 1958  |                 |
| 12 | Ricochet              | Amnesia                          | 22 novembre 1958  |                 |
| 13 | Sheriff of Red Rock   | Sceriffo di Red Rock             | 29 novembre 1958  |                 |
| 14 | Die by the Gun        | Morte per pistola                | 6 dicembre 1958   |                 |
| 15 | Rawhide Breed         | Attacco alla diligenza           | 13 dicembre 1958  |                 |
| 16 | Eight Cent Reward     | Il premio da otto cents          | 20 dicembre 1958  |                 |
| 17 | Drop to Drink         |                                  | 27 dicembre 1958  |                 |
| 18 | Rope Law              | Linciaggio                       | 3 gennaio 1959    |                 |
| 19 | Six-Up to Bannach     | Lunga strada verso Bannach       | 10 gennaio 1959   |                 |
| 20 | The Spur              | Lo sperone                       | 17 gennaio 1959   |                 |
| 21 | Reunion for a Revenge | -                                | 24 gennaio 1959   |                 |
| 22 | Competition           | Concorrenza sleale               | 31 gennaio 1959   |                 |
| 23 | Call Your Shot        | -                                | 7 febbraio 1959   |                 |
| 24 | Secret Ballot         | Brogli elettorali                | 14 febbraio 1959  |                 |
| 25 | The Corner            | Morte di un amico                | 21 febbraio 1959  |                 |
| 26 | Eager Man             | Ted e Anne                       | 28 febbraio 1959  |                 |
| 27 | The Legend            | La leggenda                      | 7 marzo 1959      |                 |
| 28 | Railroaded            |                                  | 14 marzo 1959     |                 |
| 29 | Double Fee            |                                  | 21 marzo 1959     |                 |
| 30 | The Kovack Affair     |                                  | 28 marzo 1959     |                 |
| 31 | Bounty for a Bride    | -                                | 4 aprile 1959     |                 |
| 32 | Crossroads            |                                  | 11 aprile 1959    |                 |
| 33 | Angels of Vengeance   |                                  | 18 aprile 1959    |                 |
| 34 | Littlest Client       | La cliente più piccola           | 25 aprile 1959    |                 |
| 35 | The Conquerors        | I conquistatori                  | 2 maggio 1959     |                 |
| 36 | Amos Carter           | -                                | 9 maggio 1959     |                 |

## The Martin Poster
- Prima televisiva: 6 settembre 1958
- Diretto da: Thomas Carr
- Scritto da: John Robinson

### Trama
- Guest star: Vaughn Taylor (dottor Glen Leach), Dabbs Greer (Tom Wade), Nick Adams (Andy Martin), John Cliff (Marshal Jeff Wilcox), Michael Landon (Carl Martin), Jennifer Lea (Louise Martin), Robert Anderson (uomo)

## Fatal Memory
- Prima televisiva: 13 settembre 1958
- Diretto da: Thomas Carr
- Scritto da: Don Brinkley

### Trama
- Guest star: Kem Dibbs (Bounty Man), Ralph Moody (Victor Flamm), Holly Bane (Cowpoke), Joan Banks (Clara Hood), Russell Thorson (colonnello Sykes), Vic Perrin (Willie Jo Weems), Gloria Talbott (Jody Sykes)

## The Bounty
- Prima televisiva: 20 settembre 1958
- Diretto da: Thomas Carr
- Scritto da: Samuel A. Peeples

### Trama
- Guest star: Mort Mills (Clark Daimler), Francis McDonald (Juan Hernandez), James Burke (sceriffo John Tartum), Jean Howell (Juanita Hernandez), Dennis Cross (Charley Two Hawks)

## Dead End
- Prima televisiva: 27 settembre 1958
- Diretto da: Thomas Carr
- Scritto da: George F. Slavin

### Trama
- Guest star: Robert Griffin (J. Noonan), Anna Navarro (Conchita Morales), Joe De Santis (Luis Portilla)

## Shawnee Bill
- Prima televisiva: 4 ottobre 1958
- Diretto da: Thomas Carr
- Scritto da: David Lang

### Trama
- Guest star: Philip Phillips (ragazzo), I. Stanford Jolley (stalliere), Alan Hale, Jr. (Dan Poe), Lewis Charles (Galt), Russ Bender (sceriffo), Sidney Clute (barista)

## The Giveaway Gun
- Prima televisiva: 11 ottobre 1958
- Diretto da: Don McDougall
- Scritto da: Frank D. Gilroy

### Trama
- Guest star: John Harmon (Kinch), Addison Richards (dottore), Lurene Tuttle (Mrs. Walker), Richard Devon (Phil), Everett Sloane (Mr. Walker), Frank Faylen (sceriffo Earl Tipton)

## Ransom for a Nun
- Prima televisiva: 18 ottobre 1958
- Diretto da: Don McDougall
- Scritto da: Fred Freiberger

### Trama
- Guest star: Hugh Sanders (sceriffo), Terry Frost (Harry Wilson), Lillian Bronson (Madre superiora), George Brenlin (Lon Kidder), Claire Griswold (Sorella Grace)

## Miracle at Pot Hole
- Prima televisiva: 25 ottobre 1958
- Diretto da: Thomas Carr
- Scritto da: Ellis Marcus

### Trama
- Guest star: Claire Carleton (Bessie Thorne), John Dierkes (Charlie), Steve Brodie (Chester Miller / Penfold Crane), Anthony Caruso (padre Miguel), Frank Marlowe (Land Agent), Paul Wexler (Lester Bailey), Helen Jay (Martha), Jay C. Flippen (Chute Wilson)

## The Fourth Headstone
- Prima televisiva: 1º novembre 1958
- Diretto da: Don McDougall
- Scritto da: Frank D. Gilroy

### Trama
- Guest star: Earle Hodgins (stalliere), Russ Conway (sceriffo Pete Link), Rusty Lane (sceriffo Gladstone), Mona Freeman (Jackie Harris)

## Til Death Do Us Part
- Prima televisiva: 8 novembre 1958
- Diretto da: Don McDougall
- Scritto da: Don Brinkley

### Trama
- Guest star: Harry Harvey (barista), Holly Bane (conducente della diligenza), Gerald Mohr (Leo Torrance), William Schallert (impiegato dell'hotel), Mala Powers (Stacy Torrance)

## The Favor
- Prima televisiva: 15 novembre 1958
- Diretto da: Thomas Carr
- Scritto da: John Robinson

### Trama
- Guest star: Sam Buffington (Fred), Joseph V. Perry (Gabe Justin), Robert Carricart (George Evans), Skip Homeier (Ted Jenks), Howard Dayton (Michael Peet), John Hackett (Jim), Douglas Kennedy (sceriffo Bedloe)

## Ricochet
- Prima televisiva: 22 novembre 1958
- Diretto da: Don McDougall
- Scritto da: Tony Barrett

### Trama
- Guest star: Jean Willes (Dora Gaines), Ross Elliott (dottor Matt Conners), Onslow Stevens (sceriffo Adler), Tom Drake (Victor Kincaid), Regis Toomey (barista), Barbara Eiler (Ruth Conners), J. Carrol Naish (Miguel Ramierez)

## Sheriff of Red Rock
- Prima televisiva: 29 novembre 1958
- Diretto da: Thomas Carr
- Scritto da: Philip Saltzman

### Trama
- Guest star: John Litel (giudice Healy), Francis DeSales (dottore), Frank Silvera (sceriffo Eckert), Joe Mantell (Orv Daniels), Gordon Polk (Evans), James Best (Stoner)

## Die by the Gun
- Prima televisiva: 6 dicembre 1958
- Diretto da: Don McDougall
- Soggetto di: Lawrence Menkin

### Trama
- Guest star: John Wilder (Joe Sands), Jan Brooks (Ellie Cameron), John Larch (Howie Kale), Warren Oates (Cox), Forrest Lewis (cercatore), Russ Bender (Sam Cameron), Ray Teal (Nebro)

## Rawhide Breed
- Prima televisiva: 13 dicembre 1958
- Diretto da: Don McDougall
- Scritto da: Samuel A. Peeples

### Trama
- Guest star: John Schifeling (Apache Boy), Steve Rowland (James Kreager), George Macready (Jefferson Klingsmith), Charles Cooper (Frank Kreager)

## Eight Cent Reward
- Prima televisiva: 20 dicembre 1958
- Diretto da: Thomas Carr
- Soggetto di: John Robinson

### Trama
- Guest star: Jay North (Laddie Stone), John Cliff (sceriffo Klate), Virginia Gregg (Hilda Stone), Lloyd Corrigan (Ben), James Bell (Boniface Terry), Robert Foulk (Harkrader), Richard Reeves (Vale), Sam Buffington (Hap Haefer), Mort Mills (Harmon Stone)

## Drop to Drink
- Prima televisiva: 27 dicembre 1958
- Diretto da: Don McDougall
- Scritto da: Wells Root

### Trama
- Guest star: Willis Bouchey (ispettore Bascomb), Dabbs Greer (Elder Boone), John Cliff (Dixon), Vic Rodman (Rufe Teller), Alan Wells (Sam Jarvis), George Richardson (barista), Kenneth R. MacDonald (sceriffo), Joe Maross (Frank Parish)

## Rope Law
- Prima televisiva: 3 gennaio 1959
- Diretto da: Thomas Carr
- Scritto da: Donn Mullally

### Trama
- Guest star: Sidney Blackmer (giudice Cooper), Virginia Christine (Bessie Logan), Richard Arlen (Damon Ring, Sr.), Robert Strauss (Brace Logan), Troy Melton (cowboy), David Whorf (ubriaco), Herb Vigran (Barkeep), Darryl Hickman (Damon Ring, Jr.)

## Six-Up to Bannach
- Prima televisiva: 10 gennaio 1959
- Diretto da: Thomas Carr
- Scritto da: John Robinson

### Trama
- Guest star: Stacy Harris (Gillette), Sam Buffington (Abb Crawford), James Best (Luke Perry)

## The Spur
- Prima televisiva: 17 gennaio 1959
- Diretto da: Don McDougall
- Scritto da: David Lang

### Trama
- Guest star: Robert Ellenstein (Mr. Sims), Robert Nichols (vice sceriffo), Don Durant (Vic Warsaw), Dick Foran (sceriffo Wilkes), Mel Gaines (conducente della diligenza), Jonathan Hole (barista), Betsy Drake (Lucy Fremont)

## Reunion for a Revenge
- Prima televisiva: 24 gennaio 1959
- Diretto da: R. G. Springsteen
- Scritto da: Richard Landau

### Trama
- Guest star: James Coburn (Turner), Judith Braun (Jane Burns), Michael Fox (Brother Burns), Ralph Meeker (Ash), Alan Wells (Cutler), Carol Henry (cocchiere), Alan Reynolds (sceriffo), Troy Melton (Logan), Ed Kemmer (Aben Start)

## Competition
- Prima televisiva: 31 gennaio 1959
- Diretto da: R. G. Springsteen
- Scritto da: Daniel B. Ullman

### Trama
- Guest star: King Calder (sceriffo Neely), C. Lindsay Workman (cameriere), Charles Aidman (Meadows), Lee Farr (Jarrett), Charles Seel (barista), Pat Crowley (Helen Martin)

## Call Your Shot
- Prima televisiva: 7 febbraio 1959
- Diretto da: Don McDougall
- Scritto da: Fred Freiberger

### Trama
- Guest star: Luana Patten (Abbie Fenton), Louise Lorimer (Ella Fenton), James Dunn (Gabe Henshaw), Steve Brodie (Jed Miller), Bob Peterson (conducente della diligenza), James Burke (sceriffo Comstock), William Schallert (James Hendricks), Robert Burton (Gregg Fenton)

## Secret Ballot
- Prima televisiva: 14 febbraio 1959
- Diretto da: Don McDougall
- Scritto da: Don Brinkley

### Trama
- Guest star: Mary Beth Hughes (Dolly King), DeForest Kelley (Steve Pax), Bethel Leslie (Carole Easter), Wayne Morris (Barney Pax), John Lupton (Ned Easter)

## The Corner
- Prima televisiva: 21 febbraio 1959
- Diretto da: R. G. Springsteen
- Scritto da: D. D. Beauchamp, Mary Beauchamp

### Trama
- Guest star: Rachel Ames (Ellie Morgan), John Damler (constable), William Phipps (Fred Teton), James Dobson (Boone Morgan), Dean Cromer (uomo), Alan Reynolds (barista), John Litel (Asa Morgan), Nolan Leary (sceriffo in Kenyon), Arthur Space (dottor Dan Wood), Sam Edwards (Abel the Telegraph Agent), Don Gordon (Morley Teton), Tommy Farrell (ragazzo)

## Eager Man
- Prima televisiva: 28 febbraio 1959
- Diretto da: Don McDougall
- Scritto da: Ray Buffum

### Trama
- Guest star: Richard Devon (Gar Foley), Walter Sande (sceriffo Pat Garrett), Toni Gerry (Anne Nelson), John Hackett (Ted Nelson), Craig Duncan (negoziante), Jean Willes (Ruth), Olan Soule (barista)

## The Legend
- Prima televisiva: 7 marzo 1959
- Diretto da: Thomas Carr
- Scritto da: Tony Barrett

### Trama
- Guest star: Warren Oates (Billy Clegg), Kenneth Tobey (Vince Slater), Victor Jory (Sam McGarrett), Nan Leslie (Beth McGarrett), Roy Barcroft (George Belden), Michael Landon (Clay McGarrett)

## Railroaded
- Prima televisiva: 14 marzo 1959
- Diretto da: Thomas Carr
- Scritto da: D. D. Beauchamp, Mary Beauchamp

### Trama
- Guest star: Buzz Martin (Sam Cole), Jack Kruschen (sceriffo Pig Wells), Kasey Rogers (Francie Keene), Edgar Buchanan (Pop Michaels), James Nolan (Pinkerton Agent), Jon Lormer (Mark Crow), Mort Mills (Ed Bruner)

## Double Fee
- Prima televisiva: 21 marzo 1959
- Diretto da: Don McDougall
- Scritto da: Ellis Marcus

### Trama
- Guest star: Robert H. Harris (Mason), Peggy Maley (Belle), Diane Brewster (Amy Winter), Christopher Dark (Henry Gaspard), Herschel Kent (uomo), John Harmon (barista), June Vincent (Stella Winter)

## The Kovack Affair
- Prima televisiva: 28 marzo 1959
- Diretto da: Thomas Carr
- Soggetto di: John Robinson

### Trama
- Guest star: James Coburn (Jesse Holloway), Lester Dorr (operatore del telegrafo), Jacques Aubuchon (Peter Kovack), Jean Willes (Meghan Francis), Mel Carter (impiegato dell'hotel), Bobby Clark (Shoeshine Boy), Olan Soule (barista)

## Bounty for a Bride
- Prima televisiva: 4 aprile 1959
- Diretto da: Don McDougall
- Scritto da: Samuel A. Peeples

### Trama
- Guest star: Michael Pate (Victorio), Lori Nelson (White Antelope), Joseph V. Perry (Black Horse), Patrick McVey (Damon Albright), Than Wyenn (Yanqui Jones)

## Crossroads
- Prima televisiva: 11 aprile 1959
- Diretto da: Don McDougall
- Scritto da: David Lang

### Trama
- Guest star: Hugh Sanders (Frank), Clu Gulager (Collins), John McIntire (Bannister)

## Angels of Vengeance
- Prima televisiva: 18 aprile 1959
- Diretto da: R. G. Springsteen
- Scritto da: Charles Beaumont

### Trama
- Guest star: Robert Nichols (John Evans), Robert Griffin (Eustace Branley), John Dehner (Abraham Saxon), Rachel Ames (Sarah Buchanan), Stanley Fafara (Young Boy), Donald Cook (ragazzo), Eduard Franz (Isaac Rankin)

## Littlest Client
- Prima televisiva: 25 aprile 1959
- Diretto da: Thomas Carr
- Soggetto di: Ray Buffum

### Trama
- Guest star: Anthony Caruso (Matt Cleary), William Fawcett (Hard Rock Johnson), Ahna Capri (Dolly Cleary), William Schallert (Craig), Marian Collier (Sally), Robert J. Wilke (Virgil), Sarah Selby (Sorella Flavina)

## The Conquerors
- Prima televisiva: 2 maggio 1959
- Diretto da: Thomas Carr
- Scritto da: Fred Freiberger

### Trama
- Guest star: Than Wyenn (Greg Haggerty), John Eldredge (Matthew Wilson), John Dehner (Grant Manderville), Joseph V. Perry (Juan), Steve Darrell (Senor Rubiro), Michael Pate (capitano Manuel Herrata), Paul Carr (Arnold Wilson)

## Amos Carter
- Prima televisiva: 9 maggio 1959
- Diretto da: Thomas Carr
- Scritto da: John Robinson

### Trama
- Guest star: Willis Bouchey (Doc Kirk), Edgar Buchanan (Chester Blake), Peggy Webber (Minnie Lee Blake), Wright King (Seth Blake), Arthur Hunnicutt (Amos Carter), Olan Soule (barista)